# Невин, Пэт
Па́трик Ке́вин Фре́нсис Ма́йкл «Пэт» Не́вин (англ. Patrick Kevin Francis Michael "Pat" Nevin; род. 6 сентября 1963, Глазго) — шотландский футболист, завершивший карьеру. За 20 лет профессиональной деятельности выступал за «Клайд», «Челси», «Эвертон», «Транмир Роверс», «Килмарнок», «Мотеруэлл» и сборную Шотландии на позиции вингера. Невин был любимцем фанатов «Челси» в 1980-х. Кроме того, он сыграл 28 матчей за Сборную Шотландии, разбросанных по всей его 10-летней международной карьере, а также он был вызван на участие в финальных матчах Чемпионата Европы 1992 года. После завершения футбольной карьеры, Невин работал в качестве исполнительного директора «Мотеруэлла», занимается писательской и телевизионной деятельностью. По результатам голосования на официальном сайте «Челси», он вошёл в список Легенд клуба.

## Клубная карьера

### «Клайд»
Пэт Невин является воспитанником «Селтика», но за свой маленький рост в клубе от него отказались,. Он был подписан «Клайдом» в 1981 году. В своем первом сезоне его клуб стал чемпионом Второго дивизиона Шотландии; Невин забил двенадцать мячей и был признан молодым игроком года в чемпионате.

## Личная жизнь
Получил степень в области искусства Каледонского университета.

## Достижения
Командные
 «Клайд»
- Чемпион Второго дивизиона (1): 1981/82
- Итого: 1 трофей

 «Челси»
- Чемпион Второго дивизиона (1): 1983/84
- Обладатель Кубка полноправных членов (1): 1986
- Итого: 2 трофея

Личные
- Игрок года по версии болельщиков «Челси» (2): 1984, 1987